# Palringo
Palringo – komunikator internetowy działający na platformach mobilnych i stacjonarnych: Windows, OS X, iOS oraz Android. Istnieją też wersje na inne systemy, aczkolwiek nie posiadają one już wsparcia producenta. Palringo oferuje możliwość rozmawiania w grupach, możliwość wczytania lub wykonania zdjęcia, funkcje lokalizacji oraz wiadomości głosowych. Do 14 maja 2012 r. komunikator ten obsługiwał inne protokoły, ale ze względu na niską popularność zostały one usunięte.